# Slotje Brakestein

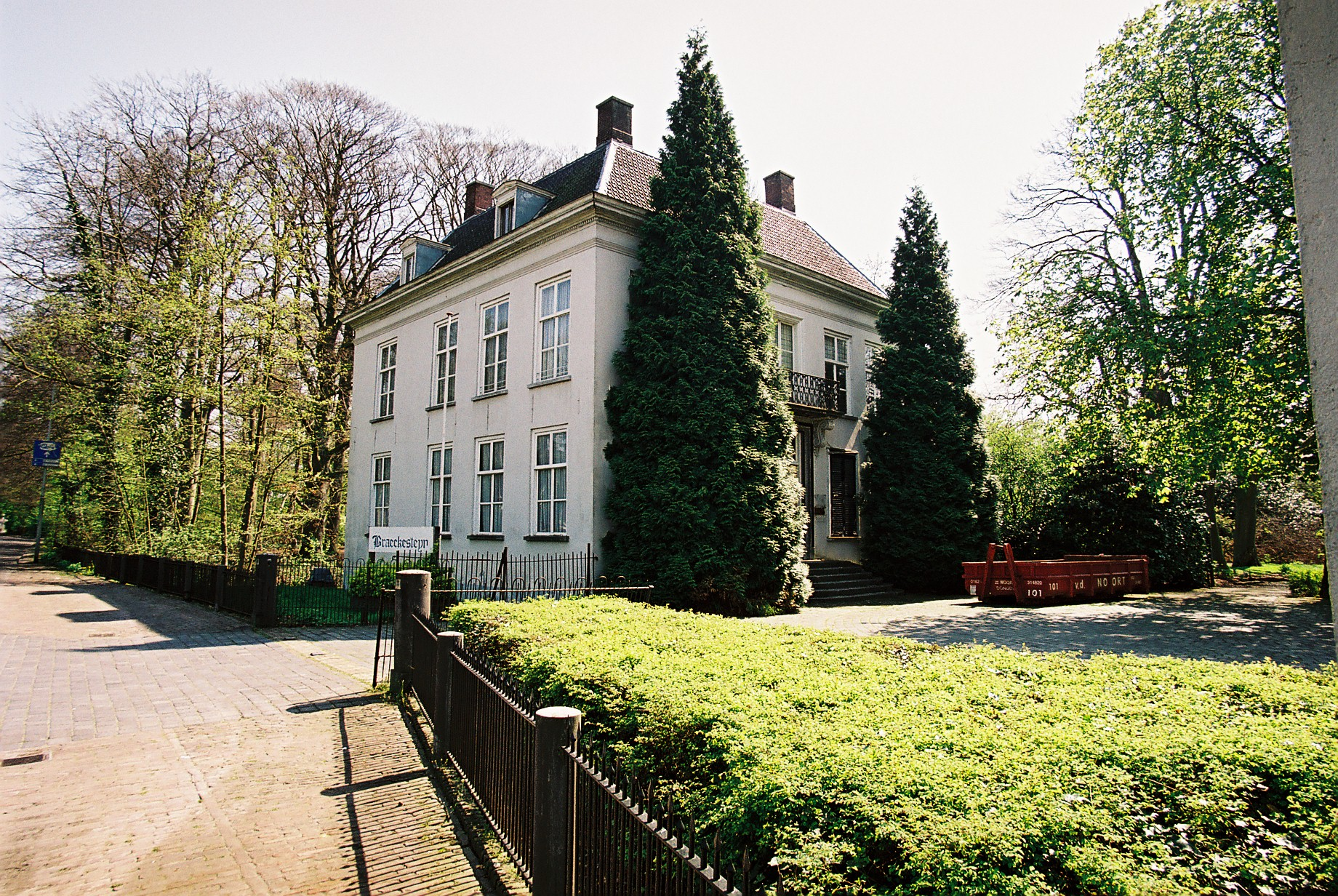
Slotje Brakestein

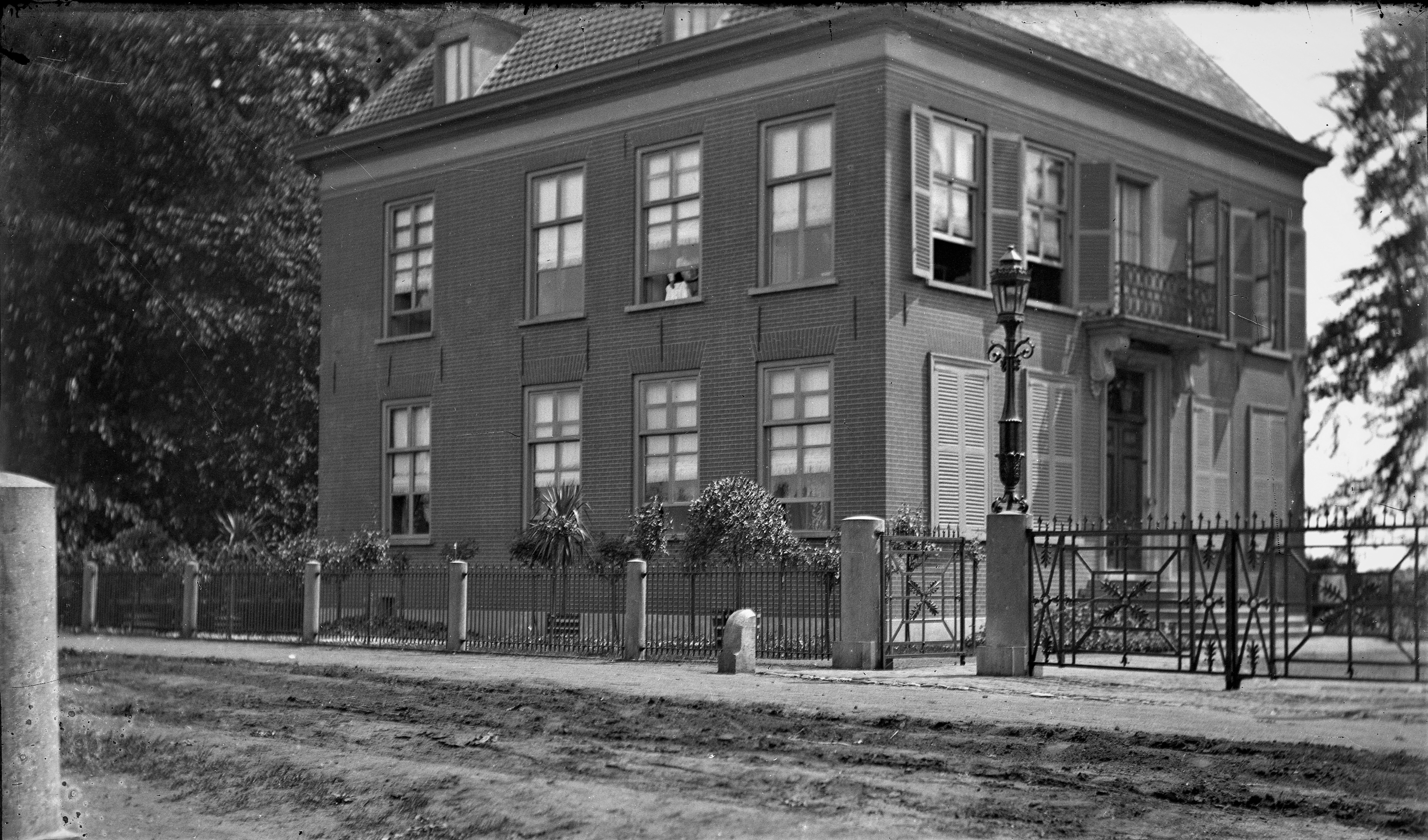
Glasplaatnegatieven van rond 1905-1910, Slotje Brakestein Oosterhout

Slotje Brakestein (of: Braeckesteijn) is een slotje in Oosterhout in de Nederlandse provincie Noord-Brabant. Het kasteel is een van de zeven slotjes van Oosterhout, waarvan er nog vijf resteren. Het is gelegen aan Ridderstraat 88. Aan de overzijde van de weg ligt ten noordwesten van het gebouw het Slotpark. 
In 1422 werd melding gemaakt van een omgrachte boerderij op deze plaats, en in 1569 was sprake van  't Huys van den Brake. In 1688 werd de naam Brakestein gebruikt. In het begin van de 18e eeuw bestond het huis uit twee haaks op elkaar staande vleugels, die iets voor 1830 tot een vierkant werden uitgebouwd. In 1854 werden de bijgebouwen opgericht.
Het huis werd achtereenvolgens bewoond door de families Camerlinck, Van Polloysen, Van Bruheze, Van Ruigelberg, Van Brecht, Guerrie, Ruysenaers, De Vries, Hallungius en, sedert 1835, Van Oldeneel tot Oldenzeel. In dat jaar was het slotje nog geheel omgeven door plaisiergrachten. De omgrachting werd niet veel later gedeeltelijk gedempt en ook het poortgebouw werd afgebroken.
In 1977 stierf de laatste telg van het geslacht Van Oldeneel tot Oldenzeel. Het huis was toen nog een tijd een partycentrum, en werd later gebruikt als kantoorpand.
Tegenwoordig is het een blokvormig, witgepleisterd bouwwerk met twee bouwlagen en een zolder. De ingangspartij is in empirestijl. Deze wordt links en rechts geflankeerd door twee dubbele luiken die altijd gesloten blijven: Er bevinden zich geen vensters achter.
Het gebouw wordt omgeven door een klein park in Engelse landschapsstijl uit het begin van de 19e eeuw. Ook is er een koetshuis. Het geheel is geklasseerd als rijksmonument.

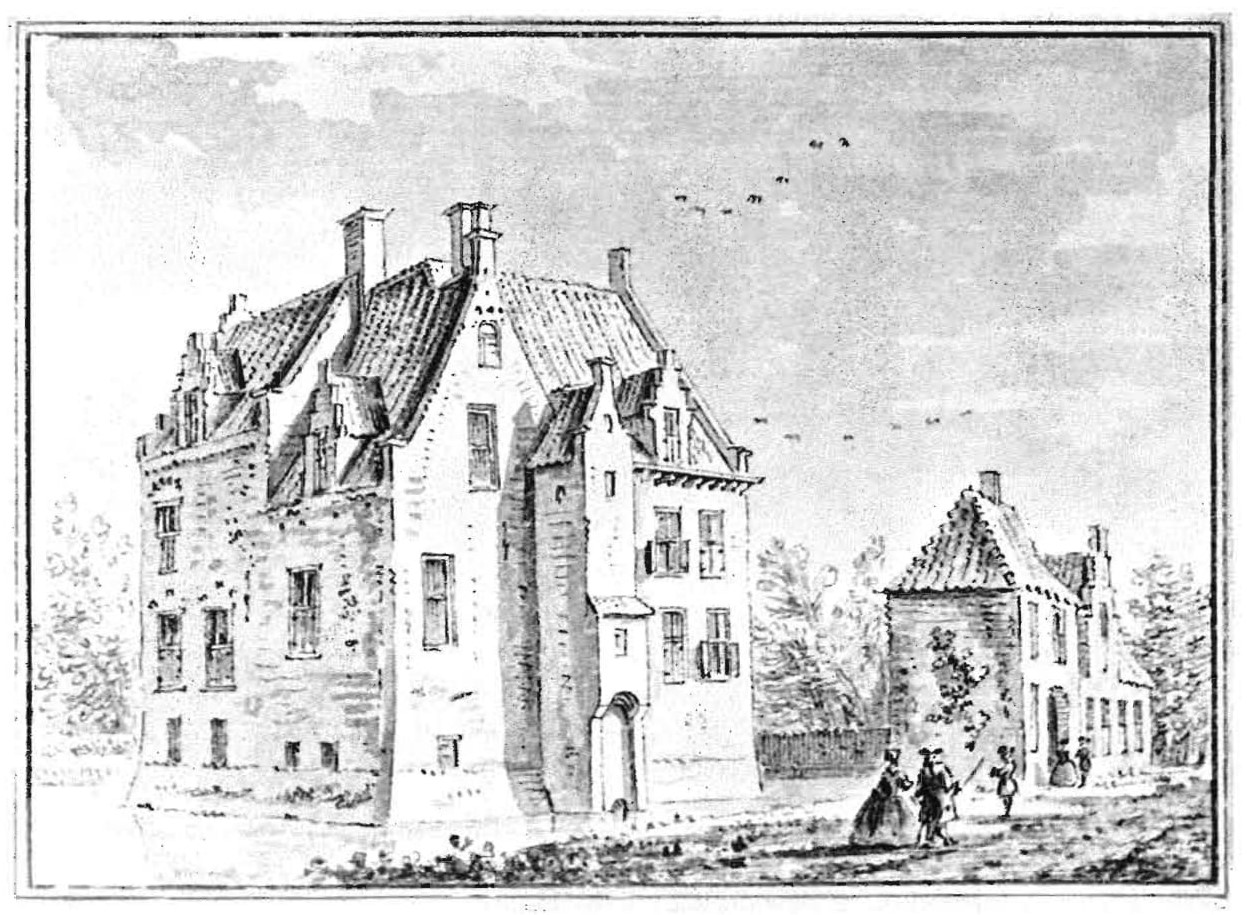
Slotje Brakestein in 1730